# Súng trường tấn công T86
Súng trường chiến đấu T86 (tiếng Hoa: T86戰鬥步槍, T86 chiến đấu bộ thương) là một loại súng trường tấn công sử dụng hệ thống trích khí, băng đạn rời kiểu STANAG, làm mát bằng không khí. Đây là mẫu súng thứ hai được thiết kế bởi Binh công xưởng 205 của Trung Hoa Dân Quốc. Dù được chế tạo cũng như sử dụng hạn chế sau một quá trình phát triển lâu dài, tuy nhiên súng đã là nền cho T91, là loại được trang bị cho toàn bộ quân đội tại Đài Loan.

## Lịch sử
Việc phát triển T86 được bắt đầu năm 1992 với mục đích là thay thế T65 vốn được sử dụng rất nhiều. Có nhiều khái niệm mới được tìm ra khi phát triển loại súng này như loại đạn không cần vỏ đạn tuy nhiên nó đã bị từ chối một cách thẳng thừng do việc phát triển loại đạn này quá mạo hiểm. Dù vậy mẫu thử nghiệm XT86 vẫn được giới thiệu trước công chúng năm 1996 với nhiều tính năng sáng tạo và một nhận xét đầy tính khích lệ từ hiệp hội thiết kế súng có uy tín của Hoa Kỳ.
Tuy nhiên quân đội Đài Loan đã trở nên tự tin hơn sau thiết kế của T65 đã được thử và chứng minh tính hiệu quả của mình, đã chỉ thị cho Binh công xưởng 205 thiết kế lại thành mẫu súng trường mới. Mẫu thử nghiệm XT86 thiết kế lại được mang ra trưng bày năm 1997 đã cho thấy các điểm giống với súng T65 đã trở lại đặc biệt là T65K3.

## Thiết kế
Bản thiết kế cuối cùng của T86 là một bản nâng cấp gần như hoàn toàn của T65. Nó sử dụng hệ thống trích khí ngắn cũng như thoi nạp đạn xoay giống như khẩu T65. Phần thân trên và dưới của súng làm bằng hợp kim nhôm dùng để chế tạo máy bay. Phần báng súng gấp bằng kim loại được thay thế bằng báng súng bằng polyme theo kiểu của dòng M4 dùng để ngắm bắn qua ống ngắm và có đệm ở cuối báng súng. Tay cầm bằng polyme từ bàn thử nghiệm được giữ nguyên.
Việc sử dụng T86 khá giống với T65 và M16. T86 có 4 chế độ là khóa an toàn, bán tự động, bắn ba viên và hoàn toàn tự động. Giống như T65K2, T86 tận dụng khe nhỏ trên khung phía trên thân súng để ngắm qua điểm ruồi, chính giữa thân súng là thước ngắm và bộ phận xác định chiều gió. Điểm khác biệt của T86 là khung trên thân súng nối thẳng đến điểm ruồi và bộ phận giữ cân bằng bằng đồng thau có hình dạng khác với T65.
T86 có nòng dài 375 mm với bộ phận chống chớp sáng. Phần nòng có rãnh xoáy dài khoảng 178 mm. Nòng súng được mạ crom và có thể bắn tất cả các loại đạn 5.56x45mm NATO tiêu chuẩn. Hộp đạn được gắn hơi nghiên về phía trước để tránh việc bị chèn khi bắn, các hộp đạn loại STANAG vẫn có thể được sử dụng.
Các phần của T86 có thể tháo ra ngay tại chỗ mà không cần phải có dụng cụ đặc biệt. hệ thống trích khí cũng như hệ thống điểm hỏa có thể tháo ra theo từng bộ để bảo trì giảm thiểu nguy cơ mất chi tiết khi tháo ra thành từng mảnh nhỏ.
Phần khung trên thân súng có thể gắn thêm ống ngắm hay hệ thống nhì trong đêm.
T86 có thể gắn thêm ống phóng lựu 40 mm tiêu chuẩn của quân đội Trung Hoa dân quốc.

## Sản xuất và sử dụng
Trái với hy vọng ban đầu quân đội và hải quân Trung Hoa dân quốc không đặt hàng nhiều khẩu T86. Ưu tiên trong ngân sách quốc phòng của quân đội Đài Loan cuối những năm 1990 đã phải trì hoãn việc thay thế các khẩu T65K1 và T65K2. Một số lượng nhỏ T86 vẫn được sử dụng bởi hải quân Đài Loan sau hàng loạt các cuộc thử nghiệm khắt khe trong các môi trường khác nhau.
Tuy nhiên khách hàng lớn nhất của khẩu T86 lại nằm ở ngoài Đài Loan khi vệ binh hoàng gia Jordani và các đội đặc nhiệm của họ tỏ ý định muốn mua T86 để trang bị. Hợp đồng mua bán này sau đó đã được thông báo chính thức bởi chính quyền Đài Loan.

## Các quốc gia sử dụng
- Đài Loan[2]
- Jordan[1]
- UAE
- Iraq